# Clavaire à crêtes
Clavulina cristata
Espèce
Clavulina cristata, de son nom vernaculaire la clavaire à crêtes, est une espèce de champignons agaricomycètes de la famille des Clavulinaceae, du genre Clavulina.

## Taxonomie
- Clavulina cristata (Holmskjold 1790) J. Schröter 1889[1]

### Basionyme
- Clavaria coralloides L. 1753[2]

### Synonymes
- Clavaria cristata (Holmsk. 1790) Pers. 1800[3]
- Clavulina coralloides f. cristata (Holmsk.) Franchi & M. Marchetti 2000[4]
- Clavulina coralloides f. subrugosa (Corner) Franchi & M. Marchetti 2000[5]
- Clavulina cristata (Holmsk.) J. Schröt. 1888[6]
- Clavulina cristata f. subcinerea[7]
- Clavulina cristata var. coralloides Corner 1950[8]
- Clavulina cristata var. incarnata Corner 1950[9]
- Clavulina cristata var. lappa P. Karst 1882[10]
- Clavulina cristata var. subrugosa Corner 1950[11]
- Clavaria elegans Bolton, 1790[12]
- Ramaria cristata Holmsk. 1790[13]
- Stichoramaria cristata (Holmsk.) Ulbr. 1928[14]

## Habitats
Sur le sol à terre ou sur du bois pourrissant, forêts feuillues essentiellement.

## Répartition
Europe, Afrique du Nord.